# 新井満
新井 満（あらい まん、1946年〈昭和21年〉5月7日 - 2021年〈令和3年〉12月3日）は、日本の男性著作家、作詞作曲家、歌手、写真家、環境映像プロデューサー、絵本画家。新潟県新潟市生まれ。本名：滿（みつる）。母は助産婦。

## 来歴
新潟市立寄居中学校、新潟明訓高等学校、上智大学法学部卒業。子供時代に新潟地方を襲った大地震で危うく命を落としかけた。また、幼少時から病弱だった。上智大学グリークラブ（男声合唱団）に所属するも、重病を患い生死の境目を彷徨ったため入院退部。何とか治癒して生きる喜びを強く実感する。以降、美しいものを発見して伝えることをライフワークとして生きていきたいと誓う。
卒業後、電通に入社し環境ビデオ映像の製作に携わるかたわら、小説・歌などの創作活動に入る。2006年5月末日に定年退職した。
1971年、東京出身の三田部紀子（1947年生、東京農工大学卒）と結婚。のち新井紀子として共著を数点刊行している。
1977年（昭和52年）、カネボウのCMソングとして自ら歌唱した『ワインカラーのときめき』（作詞：阿久悠　作曲：森田公一）がヒット曲となる。
1987年（昭和62年）、『ヴェクサシオン』で第9回野間文芸新人賞受賞。1988年（昭和63年）の『尋ね人の時間』で第99回芥川賞受賞。都会生活を営む現代人の心象を、詩的な物語性によって繊細に描く作風と評価される。
日本ペンクラブ常務理事として、平和と環境問題を担当。
1998年（平成10年）長野冬季オリンピック開幕式イメージ監督。
2001年（平成13年）、妻をがんで亡くしたふるさとの友人を慰めるために『千の風になって』を作曲。作曲にあたって原詩である 『Do not stand at my grave and weep（直訳：私のお墓で佇み泣かないで）』 を訳して自ら歌い、CDに録音したものを30枚作成。友人や希望者に配布した。しかし、曲を聴きたいという希望者が膨れあがり、2003年に朝日新聞の天声人語で取り上げられると問い合わせが殺到。急遽ポニーキャニオンからCDが発売され、訳詩を掲載した本も講談社から発売された。この曲は秋川雅史、加藤登紀子、スーザン・オズボーン、新垣勉、ウィーン少年合唱団などプロの歌手たちにカバーされ、100万枚を越える大ヒットとなった。同曲によって2007年（平成19年）第49回日本レコード大賞作曲賞を受賞。ラジオドラマ、テレビドラマ、劇映画にもなった。また、9／11テロの後、現地での慰霊イベントで引用され大きな注目を集めた。
2003年（平成15年）、市民創作函館野外劇の実行委員会からの要望でテーマソング『星のまち Hakodate』を作詞・作曲。毎年7月と8月に開催される函館野外劇では出演者によって全編で歌われている。
2005年（平成17年）、『この街で』（作詞：新井満、作曲：新井満、三宮麻由子）を制作。この曲は元々2000年10月に松山市で開催された「21世紀に残したいことば」あなたのことばで元気になれる『だから、ことば大募集』」で松山市長賞を受賞した「恋し、結婚し、母になったこの街で、おばあちゃんになりたい！」がモチーフとなっている。日本ペンクラブ「平和の日・松山の集い」 のイベントで松山を訪れていた新井はこの言葉に感動し、エッセイストの三宮麻由子と協力して即興で作詞・作曲した。イベント終了後もう一度聞きたいという要望が寄せられたため、後日新井がプライベートで録音してCD原盤を作成。CDの製造・販売権も新井から松山市に譲渡され、松山市役所の窓口で販売された。CDの売上金はすべて街づくりのイベント等の資金として役立てられている。
2009年（平成21年）、平城遷都1300年の記念行事の一環として万葉集研究の第一人者である中西進から万葉集の和歌にメロディーを付けて楽曲を作って欲しいという依頼があり、『万葉恋歌 ああ、君待つと』を制作。万葉集の中から額田王・磐姫皇后・播磨娘子ら女性歌人の恋歌を新井が編纂し、曲をつけた。この曲は、演歌歌手の小林幸子の歌唱でCD化され、『第60回NHK紅白歌合戦』でも小林によって歌われた。
2011年（平成23年）11月、NHK『ラジオ深夜便』で朗読し反響となった詩『希望の木』を写真詩集として刊行。これは、津波で7万本あった高田松原の松の木が、たった一本を残して全滅した事実を踏まえて作られた詩で、初版印税の全額と一冊につき100円の復興応援金を寄付するチャリティー本となっている。
晩年は北海道亀田郡七飯町に暮らした。2016年（平成28年）7月、大沼国定公園にて開催された音楽イベント「北海道新幹線開業記念音楽祭「第1回千の風音楽祭」in大沼～イランカラプテ～」をプロデュースした。
2018年（平成30年）10月、愛媛県西条市の愛唱歌として「石鎚山」を作詞・作曲した。
2021年（令和3年）12月3日午前8時46分、誤嚥性肺炎のため、函館市内の病院で死去。75歳没。
2022年11月15日、第64回日本レコード大賞で特別功労賞を受賞（没後受賞）。

## 『千の風になって』をめぐる議論
『千の風になって』の詩の訳は南風椎が最初におこなっている。にもかかわらず、新井満はその名称の商標登録をおこなっている。原文となった英語の詩に関しても作者は著作権を放棄している。

## 作品リスト

### 小説・絵本
- 『にちようびだゾウ!』サンリード（創作えほん） 1983年
- 『ヴェクサシオン』文藝春秋、1987年 のち文庫、新風舎文庫
- 『尋ね人の時間』文藝春秋、1988年 のち文庫
- 『サンセット・ビーチ・ホテル』文藝春秋、1988年 のち文庫
- 『海辺の生活』文藝春秋、1991年
- 『カフカの外套』文藝春秋、1991年
- 『オンフルールの少年』マガジンハウス 1992年
- 『朝のパンセ』ラウル・デュフィ絵 ティビーエス・ブリタニカ 1993年
- 『エッフェル塔の黒猫』講談社 1999年
- 『黒い傷のある部屋』集英社 2000年
- 『カメラマンと犬』集英社 2002年
- 『月子』PHP研究所 2004年
- 『朱鷺のキンちゃん空を飛ぶ』佐竹美保絵 理論社 2005年

### エッセイなど
- 『美女が来た! 男に勝とうとは思わないだから負けもしない』CBS・ソニー出版 1983年
- 『足し算の時代引き算の思想 対談集』PHP研究所 1990年 のち文庫
- 『環境ビデオの時代』主婦の友社 1990年
- 『サティ紀行 ノルマンディー・パリ音楽の旅』主婦の友社 1990年
- 『幸福論』PHP研究所 1992年 「幸せさがし」のち文庫
- 『森敦-月に還った人』文藝春秋 1992年
- 『新井満の人間交響楽』講談社 1995年
- 『私の小さな美術館』文藝春秋 1996年
- 『そこはかとなく』河出書房新社 1997年
- 『星になったサン＝テグジュペリ』文春ネスコ 2000年
- 『千の風になって』講談社 2003年
- 『結婚おめでとう』PHP研究所 2004年
- 『死んだら風に生まれかわる』河出書房新社 2004年 のち朝日文庫
- 『死んだら星に生まれかわる』河出書房新社 2004年 のち朝日文庫
- 『新井満と語る風のごとく、自然体で』新風舎文庫 2004年
- 『新井満と語る威厳をもった老後と哀れな老後と』新風舎文庫 2004年
- 『お墓参りは楽しい』朝日新聞社 2005年 「お墓めぐりの旅」文庫
- 『この街で』黒井健絵 PHP研究所 2006年
- 『子どもにおくる般若心経』朝日新聞出版 2008年
- 『希望の木』大和出版 2011年

### 共著
- 『ハイジ紀行 ふたりで行く「アルプスの少女ハイジ」の旅』新井紀子共著 白泉社 1994年 のち講談社文庫
- 『木を植えた男を訪ねて ふたりで行く南仏プロヴァンスの旅』新井紀子 白泉社 1996年 のち講談社文庫
- 『ピーターラビット紀行 ふたりで行くイギリス湖水地方の旅』新井紀子 河出書房新社 2002年
- 『死の授業』NHK共著 講談社 2010年

### 翻訳
- 『般若心経 自由訳』朝日新聞社 2005年 のち文庫
- サムエル・ウルマン『青春とは』講談社 2005年
- ブライアン・ワイルドスミス『くまごろうのだいぼうけん』教育画劇 2005年
- ジョン・レノン、オノ・ヨーコ『イマジン』朝日新聞社 2006年 のち文庫
- 『老子 自由訳』朝日新聞社 2007年 のち文庫
- 『十牛図 自由訳』四季社 2007年
- 『良寛さんの愛語 自由訳』考古堂書店 2008年
- 『樂しみは 橘曙覧・独楽吟の世界』講談社 2008年
- 『良寛 自由訳』世界文化社 2009年
- 『良寛と貞心尼の恋歌 自由訳』考古堂書店 2011年

### アルバム
- 組曲『月山』
1976年作品。森敦の第70回芥川賞受賞作である小説『月山』の一節を歌曲化したもの。
- 『アルファベット・アベニュー』
1976年作品。
- 『アデュー』
1977年作品。
- 『マンダーランド』（KING SKS-1015 CD:KICS-1308）
1978年作品。音楽アルバム。大瀧詠一作曲の『消防署の火事』が収録されている。2007年に初CD化。
- 『髪』
1982年作品。
- 『尋ね人の時間』
1989年作品。自作の小説をベースにした作品。
- 組曲『鳥海山』
1994年作品。
- 『千の風になって』
2003年作品。「千の風になって」の第1弾作品。
- 『千の風になって~再生~』
2004年作品。
- 『この街で』
2006年作品。
- 『啄木・組曲ふるさとの山に向かいて』
2007年作品。石川啄木の短歌を歌曲化したもの。
- 『千の風になって　メモリアル盤』
2007年作品。
- 『プーさんの鼻のララバイ』
2008年作品。
- 『万葉恋歌　君待つと』
2009年作品。万葉集を歌曲化したもの。
- 新井満コレクション1『風神』
2009年作品。

### シングル
- 『オクトーバー14・外は雨』
1976年作品。
- 『ワインカラーのときめき』
1977年作品。カネボウのCMソング。歌唱を担当。作詞は阿久悠、作曲は森田公一。CMモデルは古泉まり子。
- 『ありふれた仲でなく』
1978年作品。
- 『時が過ぎて』
1978年作品。
- 『眼を閉じて』
1979年作品。
- 『展覧会で逢った女の子』
作詞と歌唱を担当。作曲は大野雄二。1980年6‐7月のNHK「みんなのうた」で発表[7]。
- 『髪』
1982年作品。作詞を小椋佳が担当。
- 『尋ね人の時間』
1989年作品。
- 『千の風になって』
前述の『Do not stand at my grave and weep』日本語訳に、新井満が曲をつけたもの。新井自らが歌い、CD化された。のち、第57回NHK紅白歌合戦でテノール歌手・秋川雅史がこの歌を熱唱した結果問い合わせが殺到、2007年1月22日付のオリコン総合チャートで1位を獲得し、好セールスを記録した。
- 『ふるさとの山に向かいて』
2006年作品。

### 校歌
- 浦和麗明高等学校…『心の翼ひろげて』
- 鶴岡市立あさひ小学校…『朝日がのぼる』
- 新潟市立万代高等学校…『旅立ちの時は、今』
- 上智福岡中学高等学校…『はばたけ　ソフィアの鷲よ』
- 成田市立久住小学校…『翼ひろげて』